# イアン・マッキンリー
イアン・マッキンリー（Ian McKinley、1989年12月4日 - ）は、イタリアの元ラグビーユニオン選手。

## プロフィール
- アイルランド・ダブリン出身。
- ポジションはスタンドオフ(SO)。
- 身長 184cm、体重 88kg
- U20スコットランド代表に選ばれたことがある[1]。
- イタリア代表通算キャップ数は9。
- 白内障で左目の視力を失った[2]。

## 略歴
レンスター、レオノーソ・ウディネ、ヴィアダーナ、ゼブレを経て、2016年、ベネットンに加入。
2020年、現役を引退した。